# ميغيل الفاريلا
ميغيل الفاريلا (من مواليد 15 فبراير 1997) هو لاعب كرة قدم فرنسي محترف يلعب كمهاجم لنادي باريس.

## حياته الشخصية
ولد الفاريلا في فرنسا، وهو من أصل برتغالي.